# Conny Stanzl

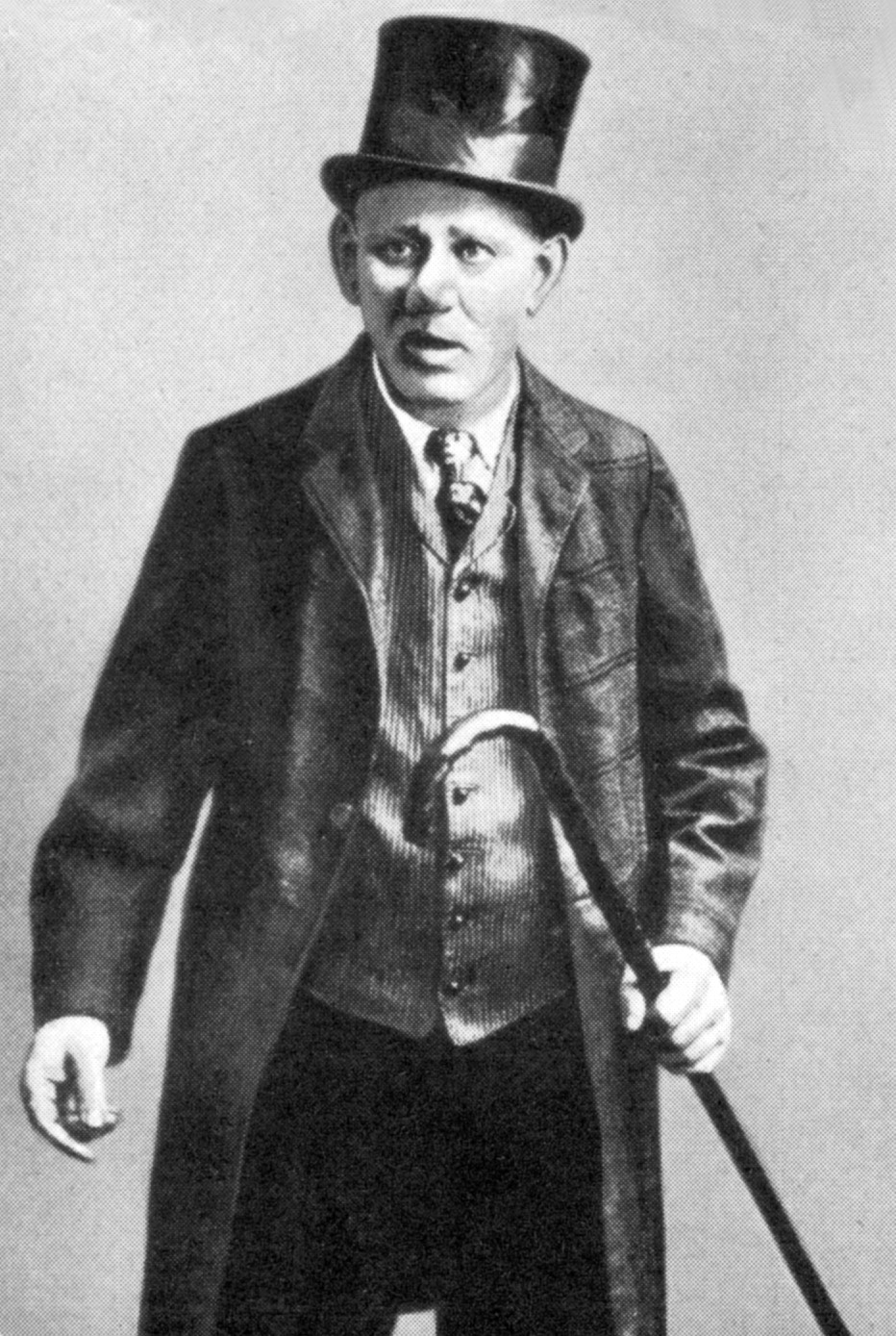
Conny Stanzl (um 1930)

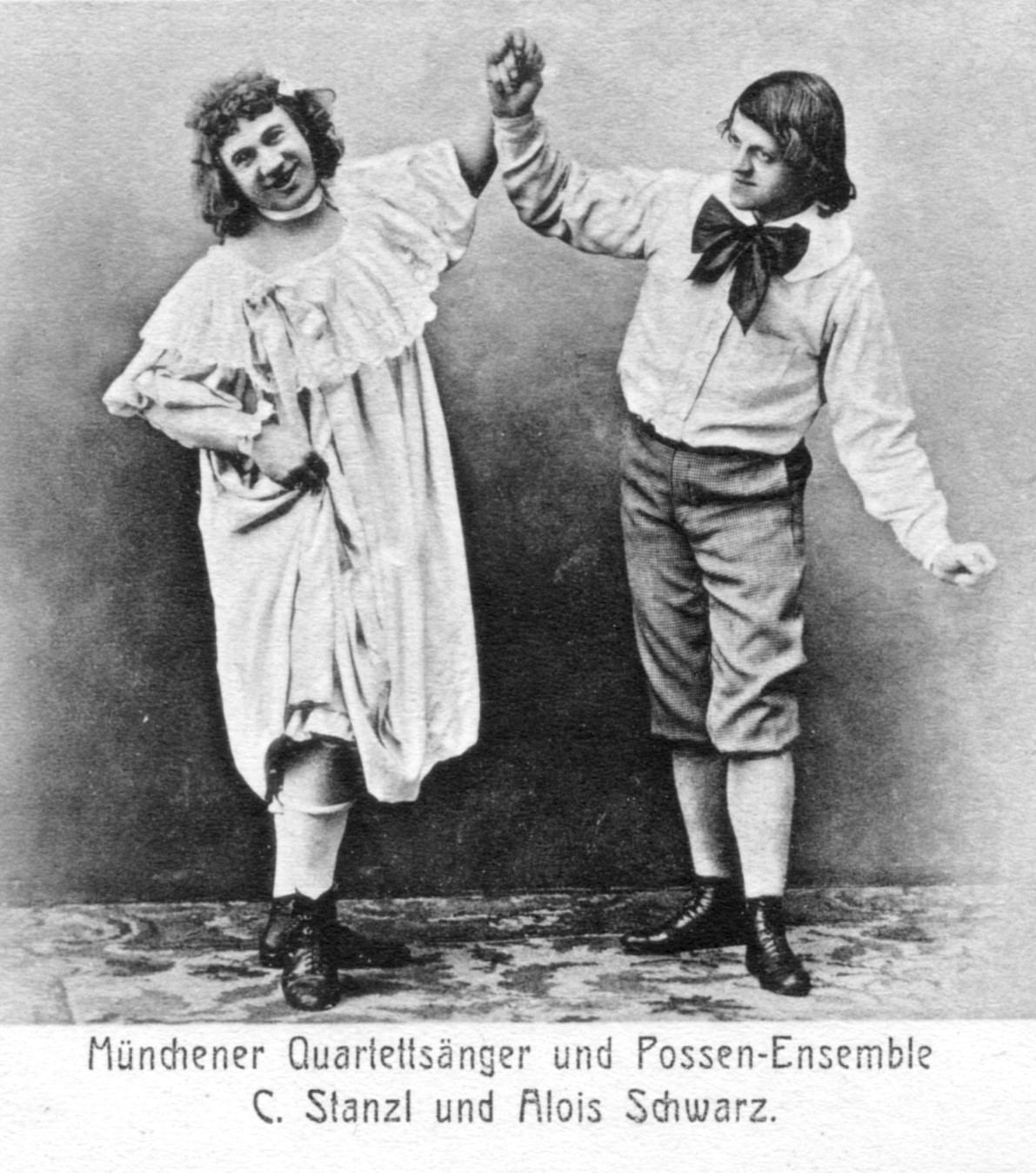

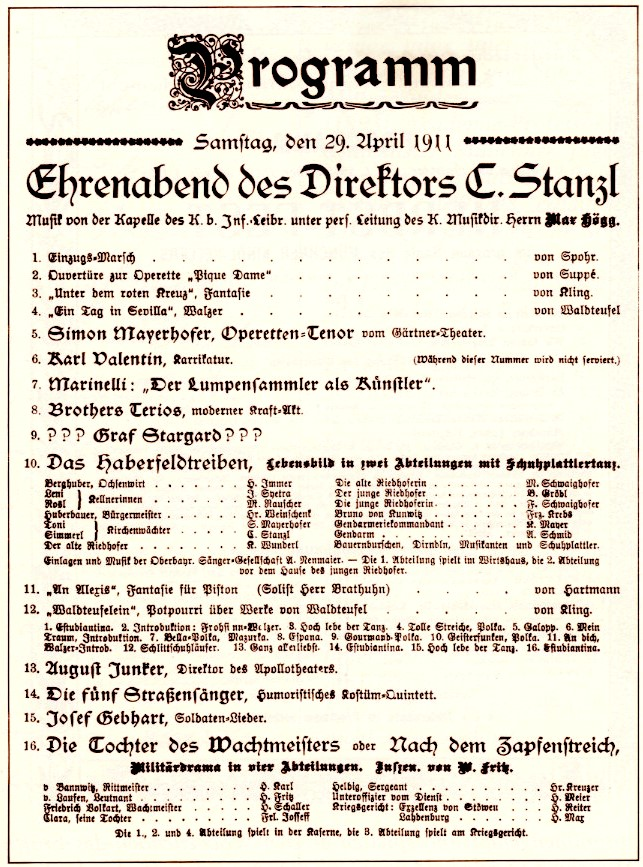
Ehrenabend mit Karl Valentin

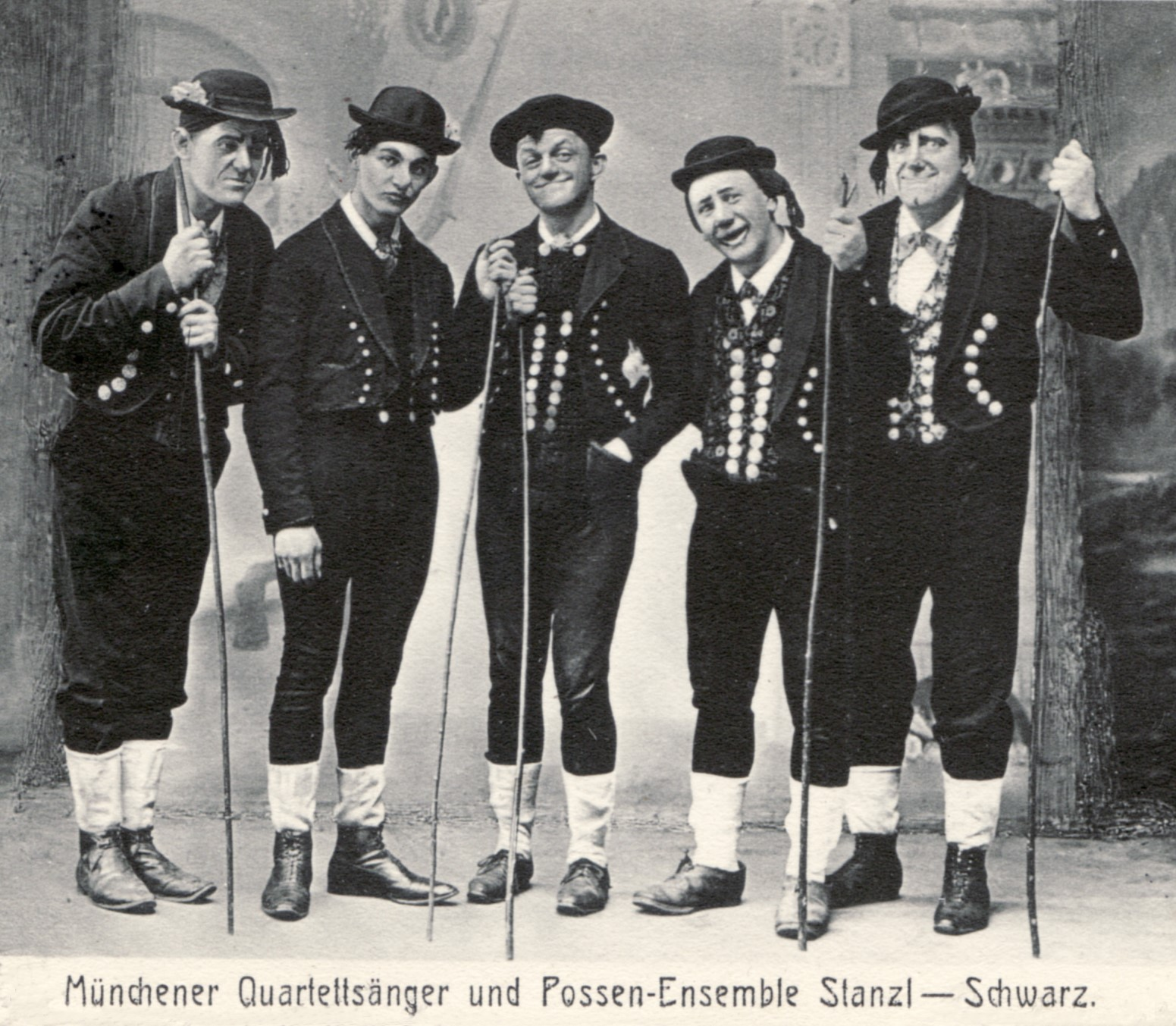
Stanzl-Schwarz (um 1905)

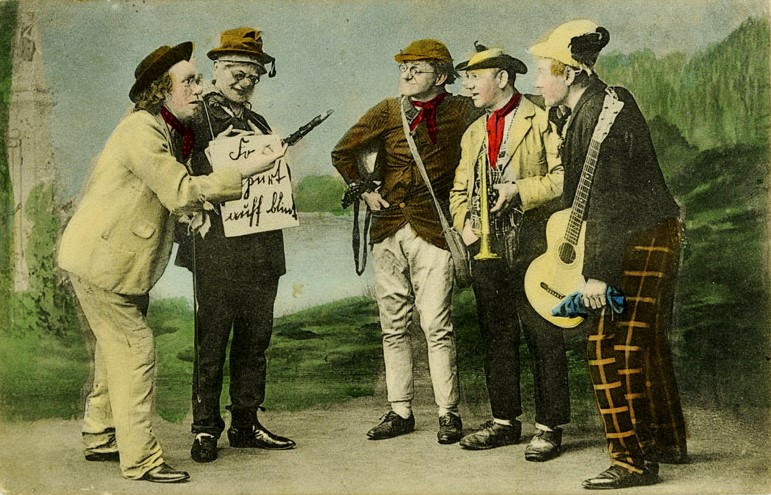
Die Gesellschaft Stanzl-Schwarz (Stanzl 2. v. r.)

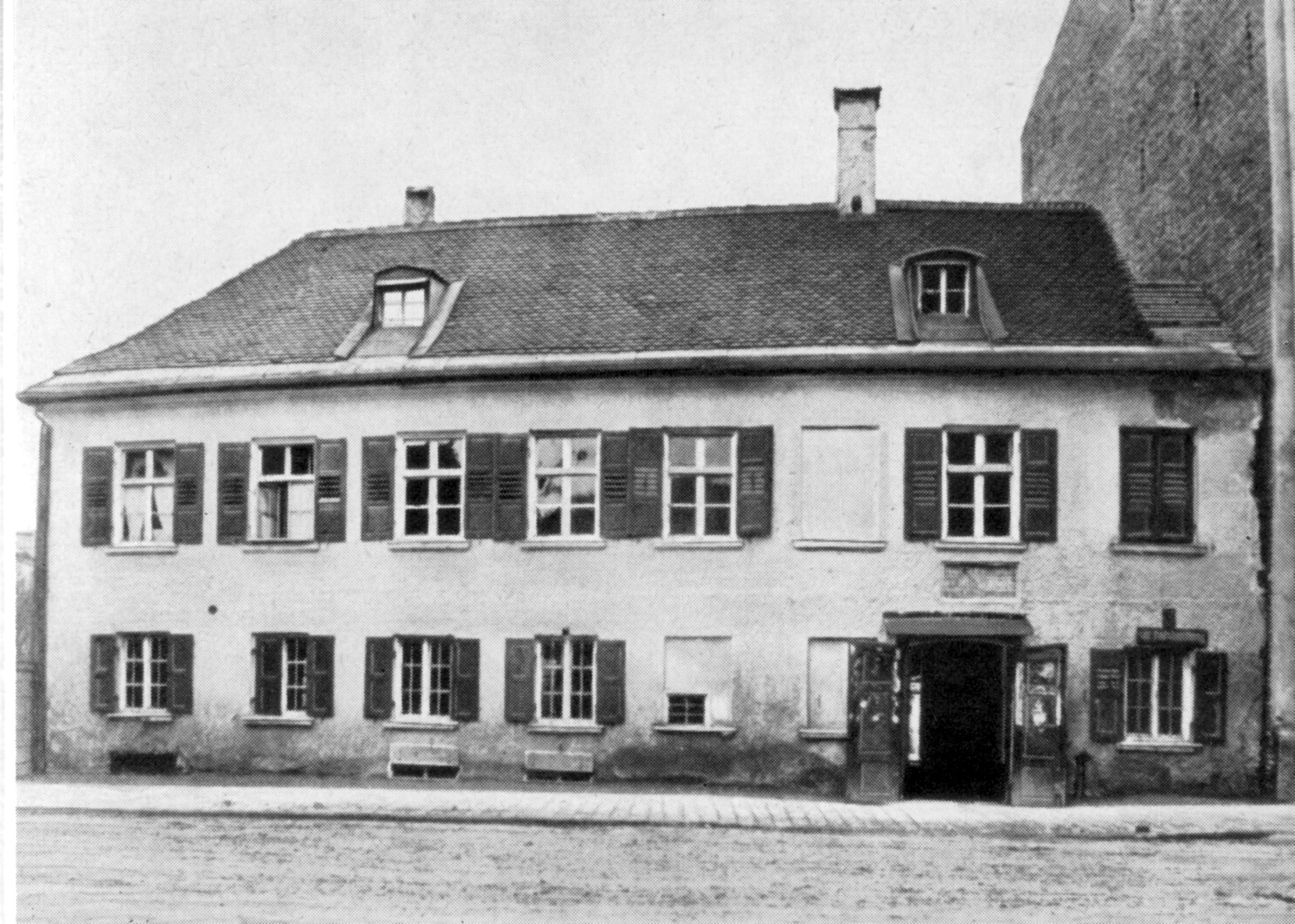
Gasthaus „Zur Lacke“

Conny Stanzl, eigentlich Konstantin Pfrang oder Constantin Pfrang, (* 2. Juli 1870 in München; † 24. September 1951 ebenda) war ein deutscher Volkssänger und Humorist.

## Leben
Konstantin Pfrang wurde als Sohn des Schreinermeisters Franz Pfrang und seiner Frau Amalia, geb. Lammerer, in der Schillerstraße 17 in München geboren. Er besuchte die Volksschule und erlernte zunächst das Vergolderhandwerk, war aber bereits früh als Rezitator und Liedersänger für Vereine tätig. Sein Onkel, der bekannte „Waldschmidt“, Hofrat Maximilian Schmidt, und der Theaterdirektor Georg Lang (1839–1909) entdeckten sein Talent, aber auf Drängen seiner Mutter, die keinen „Komödianten“ in der Familie haben wollte, musste er ein Angebot des Gärtnertheaters für Rollen als singender jugendlicher Liebhaber und Komiker ausschlagen. Nach dem Tod seiner Mutter schloss er sich umgehend verschiedenen Gesellschaften an. Sein erster öffentlicher Bühnenauftritt fand 1889 bei Josef Aigner in Krailling statt. Anschließend bekam er ein Engagement mit der Sängerin Paula Sporrer, zunächst nach Stuttgart und dann durch ganz Deutschland, Elsaß-Lothringen, die Schweiz und Österreich. Noch am Tag seiner Rückkunft in München 1906 wurde er von der Gesellschaft Lipp-Amthor für den Mathäser-Bräu engagiert. Nach fünf Jahren wechselte er zu Jakob Kirchner-Lang, gründete aber schon bald eigene erfolgreiche Gesellschaften: Stanzl-Gebhart (mit Josef Gebhart) und Stanzl-Schwarz (mit Alois Schwarz). Diese Truppe trat von Montag bis Samstag in täglich wechselnden Lokalitäten in München auf. Prominenter Gast seines Ehrenabends am 29. April 1911 im Café Perzel am Münchner Marienplatz, wo Pfrang mit Hans Blädel lange Jahre erfolgreich spielte, war Karl Valentin. 1912 war er mit Sigl-Stettmaier Direktor der „Münchner Sänger“ (Hotel und Konzerthaus Fendt), und wie Karl Valentin trat er auch bei Joseph Vallé in der Monachia auf.
Bereits in den Zwanziger Jahren jedoch machten den Münchner Volkssänger-, Komiker- und Singspielgesellschaften sinkende Einnahmen zu schaffen. Vor allem das immer populärer werdende Kino, die Konkurrenz der Varietégruppen von außerhalb und Sportveranstaltungen verdarben zunehmend das Geschäft. Ein Versuch Stanzls, als Wirt der bekannten Kleinkunst-Gaststätte „Zur Lacke“ in der Holzstraße 9 zu reüssieren, scheiterte am ausbleibenden Publikum. Er gründete anschließend noch eine Dachauer Bauernkapelle, mit der er sechs Jahre lang in Wien auftrat, aber wie viele seiner Kollegen musste er sich in den letzten Lebensjahren mit einer kümmerlichen Rente und gelegentlichen Auftritten in Vereinen durchschlagen.
Der Maler Erwin Pfrang ist sein Enkel.

## Tonaufnahmen
- Deutschland und Umgegend, Stanzl (Constantin Pfrang) / Alois Schwarz, Dacapo-Record
- Die Wählerischen, Stanzl und Schwarz; Polyphon-Record
- Schnadahüpfln, Stanzl (Constantin Pfrang) / Alois Schwarz; Dacapo-Record[9]